# Carlos Armenta
Carlos Armenta (ur. 18 lipca 1990) – meksykański lekkoatleta specjalizujący się w rzucie oszczepem.
W 2013 zwyciężył w mistrzostwach Ameryki Środkowej i Karaibów.
Medalista mistrzostw Meksyku.
Rekord życiowy: 79,73 (17 maja 2018, Tucson).

## Osiągnięcia
| Rok  | Impreza                                  | Miejsce | Lokata     | Wynik |
| ---- | ---------------------------------------- | ------- | ---------- | ----- |
| 2013 | Mistrzostwa Ameryki Środkowej i Karaibów | Morelia | 1. miejsce | 72,49 |
| 2014 | Igrzyska Ameryki Środkowej i Karaibów    | Xalapa  | 6. miejsce | 73,26 |